# Mycetophagus salicis
Mycetophagus salicis är en skalbaggsart som beskrevs av Brisout de Barneville 1862. Mycetophagus salicis ingår i släktet Mycetophagus, och familjen vedsvampbaggar. Arten har ej påträffats i Sverige.